# The Best of Depeche Mode Volume 1
Pour les articles homonymes, voir Best of.
Albums de Depeche Mode
Playing the Angel
(2005) Sounds of the Universe
(2009)
Singles
1. Martyr
Sortie : 30 octobre 2006

The Best of Depeche Mode Volume 1 est la cinquième compilation du groupe anglais Depeche Mode. L'album a été édité le 13 novembre 2006 par Mute Records. Cette compilation a la particularité de contenir des chansons de tous les albums studio du groupe sortis jusque 2006, à l'exception de Black Celebration. L'album contient aussi un inédit qui aurait dû à la base apparaître sur Playing the Angel, le single Martyr qui est sorti aussi en octobre 2006.
La compilation s'est vendue à 1 million d'exemplaires en Europe et s'est vu accorder le IFPI Platinum Europe Award.

## Liste des chansons
Toutes les chansons sont dans leur version single.
1. Personal Jesus – 3:47 (Violator, 1989)
2. Just Can't Get Enough – 3:43 (Speak and Spell, 1981)
3. Everything Counts – 4:01 (Construction Time Again, 1983)
4. Enjoy the Silence – 4:15 (Violator, 1990)
5. Shake the Disease – 4:52 (The Singles 81-85, 1985)
6. See You – 3:58 (A Broken Frame, 1982)
7. It's No Good – 5:59 (Ultra, 1997)
8. Strangelove – 3:47 (Music for the Masses, 1987)
9. Suffer Well – 3:53 (Playing the Angel, 2005)
10. Dream On – 3:42 (Exciter, 2001)
11. People Are People – 3:46 (Some Great Reward, 1984)
12. Martyr – 3:25  — inédit
13. Walking in My Shoes – 5:01 (Songs of Faith and Devotion, 1993)
14. I Feel You – 4:35 (Songs of Faith and Devotion, 1993)
15. Precious – 4:09 (Playing the Angel, 2005)
16. Master and Servant – 3:49 (Some Great Reward, 1984)
17. New Life – 3:46 (Speak & Spell, 1981)
18. Never Let Me Down Again – 4:18 (Music for the Masses, 1987)

## Liste des chansons bonus de l'édition digitale deluxe
1. Personal Jesus (Boys Noize Classic Mix)
2. Never Let Me Down Again (Digitalism Remix)
3. Everything Counts (Oliver Huntemann & Stephan Bodzin Dub)
4. People Are People (Underground Resistance Mix)
5. Personal Jesus (Heartthrob Mix)

## Single
1. Martyr (30 octobre 2006)

## DVD
Albums de Depeche Mode
Touring the Angel: Live in Milan
(2006) Tour of the Universe : Barcelona 20/21.11.09
(2010)
L'édition limitée de The Best of: Volume 1 (LCDMUTEL15) comprend un DVD bonus intitulé The Best of Depeche Mode Videos. Quelques vidéos comprennent des chansons qui n'apparaissent pas dans The Best Of, Volume 1 et quelques-unes des chansons de l'album ne sont pas sur le DVD. La jaquette est constituée d'une rose simple plutôt que la rose blanche que la version CD a.
Le 16 mars 2007, The Best of Depeche Mode Videos est sorti à part.

### Liste des vidéos
1. Just Can't Get Enough
2. Everything Counts
3. People Are People
4. Master & Servant
5. Shake the Disease
6. Stripped
7. A Question of Time
8. Strangelove [1987 Version]
9. Never Let Me Down Again
10. Behind the Wheel
11. Personal Jesus
12. Enjoy the Silence
13. I Feel You
14. Walking in My Shoes
15. In Your Room
16. Barrel of a Gun
17. It's No Good
18. Only When I Lose Myself
19. Dream On
20. I Feel Loved
21. Enjoy the Silence 04
22. Precious
23. Suffer Well

### Réalisateurs
- 1-4 réalisés par Clive Richardson
- 5-6 réalisés par Peter Care
- 7-17,23 réalisés par Anton Corbijn
- 18 réalisés par Brian Griffin
- 19 réalisés par Stéphane Sednaoui
- 20 réalisés par John Hillcoat
- 21-22 réalisés par Uwe Flade

### Performances
| Position dans les hits à la fin de l'année (2007) | Position |
| ------------------------------------------------- | -------- |
| Hit parade allemand                               | 39       |

## Classements et certifications
| Pays - classement (2006–2007)                               | Meilleure position |
| ----------------------------------------------------------- | ------------------ |
| Autriche                                                    | 9                  |
| Belgique (Région flamande) - Ultratop                       | 8                  |
| Belgique (Région wallonne et Bruxelles-Capitale) - Ultratop | 5                  |
| Croatie                                                     | 4                  |
| République tchèque - IFPI                                   | 8                  |
| Danemark - IFPI                                             | 12                 |
| Pays-Bas - MegaCharts                                       | 40                 |
| Europe Top 100 Albums                                       | 2                  |
| Finlande - Suomen virallinen lista                          | 15                 |
| France - SNEP                                               | 2                  |
| Allemagne - Media Control Charts                            | 1                  |
| Grèce - IFPI                                                | 7                  |
| Hongrie - Mahasz                                            | 5                  |
| Irlande - Irish Albums Chart                                | 17                 |
| Italie - FIMI                                               | 5                  |
| Japon - Oricon                                              | 197                |
| Norvège - VG-lista                                          | 14                 |
| Pologne - ZPAV                                              | 14                 |
| Portugal - AFP                                              | 10                 |
| Espagne - Promusicae                                        | 14                 |
| Suède - Sverigetopplistan                                   | 13                 |
| Suisse - Schweizer Hitparade                                | 3                  |
| Royaume-Uni - UK Albums Chart                               | 18                 |
| États-Unis - Dance/Electronic Albums                        | 2                  |

| Pays (2011) | Meilleure position |
| ----------- | ------------------ |
| France      | 36                 |

| Pays (2006)                                      | Position |
| ------------------------------------------------ | -------- |
| Belgique (Région flamande)                       | 89       |
| Belgique (Région wallonne et Bruxelles-Capitale) | 55       |
| Danemark                                         | 68       |
| Allemagne                                        | 88       |
| Hongrie                                          | 39       |
| Suisse                                           | 52       |

| Pays (2007)                        | Position |
| ---------------------------------- | -------- |
| Europe Top 100 Albums              | 44       |
| Allemagne                          | 39       |
| Hongrie                            | 44       |
| États-Unis (Top Electronic Albums) | 4        |

| Pays                 | Certification | Ventes certifiées |
| -------------------- | ------------- | ----------------- |
| Allemagne (BVMI)     | 2 × Platine   | 400 000           |
| Belgique (BEA)       | Platine       | 30 000            |
| Espagne (Promusicae) | Or            | 40 000            |
| France (SNEP)        | Or            | 63 200            |
| Hongrie (Mahasz)     | Platine       | 6 000             |
| Irlande (IRMA)       | Or            | 7 500             |
| Italie (FIMI)        | Or            | 40 000            |
| Royaume-Uni (BPI)    | Platine       | 30 000            |
| Russie               | Platine       | 20 000            |
| Suisse (IFPI)        | Or            | 15 000            |